# Stazione di Fesca-San Girolamo
Stazione di Fesca-San Girolamo vasútállomás Olaszországban, Bari településen.

## Vasútvonalak
Az állomást az alábbi vasútvonalak érintik:
- Bari–Barletta-vasútvonal
- Bari–San Paolo-vasútvonal

## Kapcsolódó állomások
A vasútállomáshoz az alábbi állomások vannak a legközelebb:
- Stazione di Bari Palese
- Stazione di Francesco Crispi
- Stazione di Tesoro (Stazione di Cecilia, Bari–San Paolo-vasútvonal)
- Stazione di Europa